# Adele Groß
Adele Groß, verheiratete Adele Jonas (* 28. April 1853 in Wien; † nach 1902) war eine österreichische Theaterschauspielerin.

## Leben
Sie begann ihre Bühnenlaufbahn in Laibach 1869 als „Frou-Frou“, kam dann nach Prag (1870), an das Theater an der Wien (1872), Wallner-Theater (Berlin, 1873), sodann ans Germaniatheater nach New York (1880 bis 1882), beteiligte sich an einer Tournee (mit Friedrich Haase und Franziska Ellmenreich) durch ganz Amerika und zog sich dann gänzlich von der Bühne zurück. Muntere Liebhaberinnen und Lustspielsoubretten verkörperte sie mit vielem Erfolg.
Sie war verheiratet mit ihrem Schauspielkollegen Richard John.
Ihr weiterer Lebensweg ist unbekannt.